# Luís Leal
Luís Leal dos Anjos (ur. 29 maja 1987 w Seixalu) – saotomejski piłkarz grający na pozycji napastnika w argentyńskim klubie Arsenal de Sarandí oraz reprezentacji Wysp Świętego Tomasza i Książęcej. Najlepszy strzelec w historii swojej drużyny narodowej.

## Kariera klubowa
Leal urodził się i wychowywał w Portugalii. Tam też stawiał pierwsze kroki w karierze. Zaczynał ją w klubie Atlético CP. Grał również w innych portugalskich klubach z niższych lig. W 2013 roku wyjechał z kraju. Występował m.in. w Al-Ahli czy Gaziantepsporze. W 2017 roku przeniósł się do Newell’s Old Boys. W 2020 był zawodnikiem Club Tijuana. Od 2023 roku jest piłkarzem klubu z argentyńskiej Primera División – Arsenal de Sarandí.

## Kariera reprezentacyjna
W 2012 roku Leal zdecydował się reprezentować Wyspy Świętego Tomasza i Książęcą. Zadebiutował 16 czerwca w meczu ze Sierra Leone. Pierwszego gola zdobył 13 czerwca 2015 w starciu z Republiką Zielonego Przylądka. Aktualnie jest rekordzistą pod względem liczby bramek w kadrze Wysp Świętego Toamsza i Książęcej.